# گنرالووو
گنرالووو (به بلغاری: Generalovo) یک منطقهٔ مسکونی در بلغارستان است که در شهرستان اسویلنگراد واقع شده‌است.